# Etilbenzen
Etilbenzen je organsko jedinjenje, koje sadrži 8 atoma ugljenika i ima molekulsku masu od 106,165 . Hemijski je mono-substituisani derivat benzena, kod koga je jedan atom vodonika zamenjen CH2 3 grupom.

## Osobine
Nepolaran je, relativno rastvorljiv u vodi i mešljiv sa polarnim organskim rastvaračima, kao što su hloroform, ugljen-tetrahlorid i ugljen-disulfid. Spada u grupu 2B kancerogenih materija prema klasifikaciji Međunarodne agencije za istraživanje raka (IARC).
| Osobina                  | Vrednost |
| ------------------------ | -------- |
| Broj akceptora vodonika  | 0        |
| Broj donora vodonika     | 0        |
| Broj rotacionih veza     | 1        |
| Particioni koeficijent ( | 2,8      |
| Rastvorljivost (logS, log(mol/L))       | -2,3     |
| Polarna površina (PSA, Å2)  | 0,0      |

## Dobijanje i korišćene
Prirodnim putem nastaje sagorevanjem biomase i isparavanjem iz sirove nafte. Više od 99% etilbenzena dobija se putem alkilacije benzena etilenom i skoro celokupna proizvedena količina se upotrebljava za proizvodnju striena, dok se ostatak koristi kao rastvarač u proizvodnji asfalta i u hemijskoj industriji.

## Literatura
- Clayden, Jonathan; Greeves, Nick; Warren, Stuart; Wothers, Peter (2001). Organic Chemistry (I изд.). Oxford University Press. ISBN 978-0-19-850346-0.
- Smith, Michael B.; March, Jerry (2007). Advanced Organic Chemistry: Reactions, Mechanisms, and Structure (6th изд.). New York: Wiley-Interscience. ISBN 0-471-72091-7.

- Šoštarić, Andrej I. (2017). Mehanizmi uklanjanja lako isparljivih monoaromatičnih ugljovodonika (BTEX) iz ambijentalnog vazduha mokrom depozicijom (PDF). Beograd: Hemijski fakultet Univerzitet u Beogradu. Архивирано из оригинала (PDF) 22. 09. 2020. г. Приступљено 3. 6. 2018.